# レジナ・マルゲリータ級戦艦
レジーナ・マルゲリータ級戦艦（Corazzate della Classe Regina Margherita）はイタリア海軍が建造した最初の準弩級戦艦で2隻が就役した。

## 概要
本級は自国の沿岸警備のために建造されたクラスで2隻の建造が承認された。設計者は当時の海軍大臣ベネデット・ブリンであったが、本級建造中に死去したためにイタリア海軍で記念として2番艦の艦名として残された。
設計当初は30.5cm砲を2門に抑える代わりに20.3cm砲を12門も搭載すると言う、副砲火力を重視した準弩級戦艦であったが、設計後にブリンが死去して後継の設計者となったミケリの手により30.5cm砲を4門に増やした代償に20.3cm砲を4門に減少して15cm速射砲を12門搭載するというオーソドックスな設計に改められたが、この設計変更のために建造期間が延びてしまった。

## 艦形

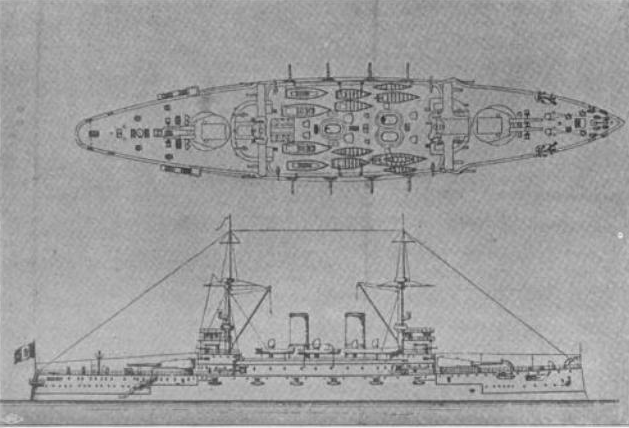
「ベネデット・ブリン」のイラスト

本級は乾舷の低かった前級の反省から高い乾舷を持つ平甲板型船体で、水面下に衝角を持ち、艦首甲板上に「30.5cm（40口径）砲」を連装式の砲塔に収めて前向きに1基を配置。その背後から上部構造物が始まり、
艦橋構造は司令塔を下部に組み込んだ箱型艦橋は両側に船橋（ブリッジ）を持っており前後の艦橋は同形状であった。艦橋を基部として頂上部に見張り所を持つ簡素な単脚式の前部マストが立つ。船体中央部には三角形状に並んだ3本煙突が立つ。煙突の周囲には艦内への吸気用として煙管型の通風筒が立ち並ぶ。煙突の周囲は艦載艇置き場となっており、前後のマストの基部に1基ずつ付いたジブ・クレーンにより運用された。艦載艇置き場の後方に後部マストと後部艦橋が配置された所で上部構造物は終了し、後部甲板上に2番30.5cm主砲塔が後向きに1基が配置された。
上部構造物の四隅には副砲として新型の20.3cm単装砲が1基ずつ計4基が配置され、その下の舷側部には15.2cm単装砲がケースメイト（砲郭）配置で片舷6基ずつ計12基、更に上部構造物には7.62cm速射砲が20基が配置された。この武装配置により前後方向に最大30.5cm砲2門、20.3cm砲2門・7.62cm砲2門が指向でき、左右方向に最大30.5cm砲4門、20.3cm砲2門、15.2cm砲6門・7.62cm砲10門を指向できた。
竣工後に前後の艦橋のブリッジは撤去され、艦橋とのブリッジが前部司令塔を囲むように小型化したものに変更されて軽量化された。1番艦と2番艦の外観の相違点は艦首紋章があるのが「レジナ・マルゲリータ。副砲の間の士官室の四角形状の舷窓が多いのが「ベネデット・ブリン」である。

## 武装

### 主砲
主砲はイギリスのアームストロング社の開発の「1908年型 30.5cm（40口径）ライフル砲」を採用した。その性能は重量417kgの砲弾を、最大仰角20度で20,000mまで届かせられる性能であった。この砲を楔形の連装砲塔に2基が配置された。砲架の俯仰能力は仰角20度・俯角5度である。旋回角度は左右150度の旋回角度を持つ、主砲身の俯仰・砲塔の旋回・砲弾の揚弾・装填は補助に人力を必要とした。発射速度は毎分1発であった。

### その他の備砲・水雷兵装
副砲はイギリスのアームストロング社の開発の「1900年型 20.3cm（45口径）速射砲」を採用した。その性能は116kgの砲弾を、最大仰角30度で18,000mまで届かせられた。この砲を単装砲架で片舷2基ずつ計4基を舷側配置した。俯仰能力は仰角30度・俯角5度である。旋回角度は150度の旋回角度を持つ。砲架の俯仰・旋回・砲弾の揚弾・装填は主に人力を必要とした。発射速度は1分間に2発であった。
他に対駆逐艦迎撃用にイギリスのアームストロング社の開発の「1892年型 15.2cm（40口径）速射砲」を採用した。その性能は45.3kgの砲弾を、最大仰角15度で9,140mまで届かせられた。この砲を単装砲架で舷側ケースメイト配置で片舷6基ずつ計12基を配置した。砲架の俯仰能力は仰角15度・俯角3度で旋回角度は150度の旋回角度を持つ。砲架の俯仰・旋回・砲弾の揚弾・装填は主に人力を必要とした。発射速度は1分間に5～7発であった。
他に水雷艇迎撃用に「アームストロング 7.6cm（40口径）速射砲」を単装砲架で20基、オチキス 4.7cm（43口径）単装機砲を2基とオチキス 3.7cm（23口径）五連装ガトリング砲2基を搭載した。近接火器としてハイラム・マキシム10mm機銃2丁搭載した。他に対艦攻撃用に45.7cm魚雷発射管を単装で計4門搭載した。配置は1番副砲の水線上に水上魚雷発射管を片舷1門ずつと水線下に水中魚雷発射管を片舷1門ずつを配置した。

## 防御
本級は数々の武装を搭載したために防御にかけられる重量が減少化し、全体に装甲が薄く・広い戦艦となってしまった。舷側装甲は艦首と艦尾部は50mm、中央水線部に150mmの装甲が貼られ、主甲板は80mmであった。砲塔の前盾も200mmで副砲のケースメイト（砲郭）部も150mmであった。

## 機関
本級のボイラーは機関室の前部に28基が集中して搭載され、ボイラー室は2枚の横隔壁を中央部の縦隔壁で分断して6室に分かれており、前側4室に6基ずつと後側2室に4基を分散して搭載していたために3本煙突は前部ボイラー室が並列で2本、後部ボイラー室が1本で異なっていた。これに三段膨張型四気筒レシプロ機関2基2軸推進で最大出力20,000馬力で速力20ノットを発揮した。燃料は石炭のみとした。
機関の形式は性能比較のために1番艦と2番艦とで異なった種類の機関を搭載した。1番艦「レジナ・マルゲリータ」はニクローズ式石炭専焼水管缶28基にアンサルド式三段膨張型四気筒レシプロ機関2基2軸推進。2番艦「ベネデット・ブリン」はベルヴィール式石炭専焼水管缶28基
+グッピー＆ホーソン式三段膨張型四気筒レシプロ機関2基2軸推進であった。

## 同型艦
- レジーナ・マルゲリータ

ラ・スペリア造船所で1898年11月20日起工、1901年5月30日進水後設計変更、1904年4月14日竣工。1916年にアルバニアのヴァロナ沖にてUC14の魚雷攻撃により撃沈。
- ベネデット・ブリン

カステラマーレ造船所で1899年起工、1901年進水後設計変更、1905年9月1日竣工。1915年9月17日にブリンディジ港内で後部弾薬庫が自爆して爆沈。

## 参考図書
- 「世界の艦船 増刊第41集　イタリア戦艦史」（海人社）
- 「Conway All The World's Fightingships 1860-1905」（Conway）
- 「Conway All The World's Fightingships 1906–1921」（Conway）